# منتخب أندورا تحت 21 سنة لكرة القدم
منتخب أندورا تحت 21 سنة لكرة القدم هو الممثل الرسمي لأندورا في بطولات كرة القدم تحت 21 سنة. يشارك الفريق في بطولة أوروبا تحت 21 لكرة القدم التي تقام كل عامين. لكن لم يسبق له التأهل للبطولة.